# Icurka-picurka ikrecskék
Az Icurka-picurka ikrecskék vagy Ikri és Mikri (リトルツインス; Ritoru Cuinzu; Hepburn: Ritoru Tsuinzu; Little Twins vagy Tiffel & Taffel) japán OVA animesorozat, amelyet a Hero Communications, a Bandai, a Toei Animation és a KSS készített Hirata Tosio rendezésében. A történetét Cucsida Iszamu és Takegami Dzsunki írta, vezető producere Jabuki Kimio volt, zenéjét Matthew Morse szerezte.
A sorozat első epizódja 1992. július 23-án jelent meg, majd 1992 júliusa és 1993 októbere között összesen 12 OVA-epizód jelent meg. 1992. augusztus 8-án egy mozifilmet is bemutattak a Shochiku forgalmazásában, Little Twins: Bokura no nacu ga tondeiku (リトルツインズ ぼくらの夏が飛んでいく; Hepburn: Little Twins: Bokura no natsu ga tondeiku) címmel, amelyet később a sorozatba illesztettek. Japánban 1993 szeptembere és decembere között a TV Tokyo vetítette le a mozifilmmel együtt 13 epizódból álló sorozatot, majd 1997-ben az NHK BS2 megismételte. Magyarországon a Magyar Televízió vetítette először 1994. október 30. és 1995. január 29. között a TV 2 Matiné gyerekeknek című műsorblokkjában. A mozifilm a Forró nyár, hideg szél című epizódként került bemutatásra.

## Történet
Az Icurka-picurka ikrecskék főszereplői erdei manók (gnómok), akiknek mindennapi életébe nyújt betekintést egy ikertestvérpár, Ikri és Mikri és családjuk körüli történések által. A történet körkörös, 3-3 epizód játszódik tavasszal, nyáron, ősszel és télen, illetve a ráadás epizód a nyár és ősz közé helyezhető mozifilm.

## Szereplők
- Ikri (チフル; Csifuru; Hepburn: Chifuru?) — szinkronhangja: Szakamoto Maaja (japán)[3], Maggie Castle (angol)[4], Jani Ildikó (magyar)
- Mikri (タフル; Tafuru?) — szinkronhangja: Maszuda Júki (japán)[3], Michael Caloz (angol)[4], Zsurzs Kati (magyar)
- Totto (トッテム; Tottemu?), Ikri és Mikri apja — szinkronhangja: Isimaru Hiroja (japán)[3], Richard M. Dumont (angol)[4], Orosz István (magyar)
- Micsike (ミチル; Micsiru; Hepburn: Michiru?), Ikri és Mikri anyja — szinkronhangja: Icsidzsó Mijuki (japán)[3], Jane Woods (angol)[4], Bessenyei Emma (magyar)
- Nagyapó (チタム; Csitamu; Hepburn: Chitamu?) — szinkronhangja: Mijagava Jóicsi (japán)[3], Arthur Grosser (angol)[4], Bodor Tibor (magyar)
- Nagyanyó (ハラ; Hara?) — szinkronhangja: Aszó Mijoko (japán)[3], Kathleen Fee (angol)[4], Czigány Judit (magyar)
- Zsubila — szinkronhangja: ? (japán), Tallós Rita (magyar)
- Galu — szinkronhangja: ? (japán), F. Nagy Zoltán (magyar)
- Pó, Mikri nagydarab barátja — szinkronhangja: ? (japán), Kökényesi Gábor (magyar)
- Mikri nagyszájú barátja — szinkronhangja: ? (japán), Bartucz Attila (magyar)
- Mikri szemüveges barátja — szinkronhangja: ? (japán), Görög László (magyar)
- Oszkár, a Földisten szolgája — szinkronhangja: ? (japán), Szacsvay László (magyar)
- További magyar hangok: Harsányi Gábor – orvos, Komlós András – Totto idős barátja, Pataky Imre – Dr. Titám

## Epizódok
| # | Epizód címe | Első japán (TV Tokyo) sugárzás | Első magyar (TV 2) sugárzás |
| --- | --- | ------------------------------ | --------------------------- |
| 1. | Furabura, az erdő őre Mori no kamiszama Fórabó (森の神様 フォーラボー; Hepburn: Mori no kamisama Fōrabō)                                                           | 1993. szeptember               | 1994. október 30.           |
| Ikri és Mikri elkóborolnak az erdőben, de Furabura, az erdő védőszelleme segít rajtuk. | |                                |                             |
| 2. | Váratlan vendég Kaze no fukuhi no sinnjúsa (風の吹く日の侵入者; Hepburn: Kaze no fukuhi no shinnyūsha)                                                             |                                | 1994. november 6.           |
| A manók szigetére a rossz időben egy veszedelmes róka vetődik, Ikri leleményessége azonban megmenti a falut. | |                                |                             |
| 3. | A legszebb nászajándék Nante szuteki na Present (なんて素敵なプレゼント; Nante szuteki na Purezento; Hepburn: Nante suteki na Present / Nante suteki na Purezento) |                                | 1994. november 13.          |
| Közeledik Zsubila és Galu esküvője. Mindenki szép nászajándékokkal készül, de Ikri és Mikri tanácstalanok, hogy mit is adhatnának az ifjú párnak. Ikri ötletére virágokkal feldíszítik a fazekas kocsiját, de az utolsó pillanatban egy sün mindent elront, Ikrit azonban ezután sem hagyja cserben leleményessége. | |                                |                             |
| 4. | Repülj Gru, repülj! Tobe! Gurú (飛べ! グルー; Hepburn: Tobe! Gurū)                                                                                                 |                                | 1994. november 20.          |
| Mikri repülni szeretne, mint a bogarak és a madarak, de mindenki csak kineveti és a próbálkozásai sorra kudarcot vallanak. Végül egy repülő mókus - akit Grunak nevez el - hátán szárnyalhat. | |                                |                             |
| 5. | Barátom, Oszkár Macuri no joru Oszuka ga jobu (祭の夜 オスカが呼ぶ; Hepburn: Matsuri no yoru Osuka ga yobu)                                                        |                                | 1994. november 27.          |
| Mikri és barátai békát fognak és versenyeznek, hogy melyikük ugrik nagyobbat. Ikri is csatlakozik hozzájuk, de az eredmény döntetlen lesz. Ikrire rátámad egy kígyó és sokkot kap, ezért úgy tűnik nem tud részt venni a szoborfesztiválon. Végül Mikri ötletére Oszkárt, a földisten szolgáját és a gyermekek védelmezőjét ábrázoló szobrát használják fel, hogy Ikri leküzdhesse félelmét. | |                                |                             |
| 6. | Egy nap a tavon Mizuumi ga hoeta hi (湖が吠えた日) |                                | 1994. december 4.           |
| Ikri és Mikri édesapjukkal kihajóznak a tóra, hogy Flip, a jégmadár segítségével halat fogjanak. | |                                |                             |
| 7. | Forró nyár, hideg szél Bokura no nacu ga tondeiku (ぼくらの夏が飛んでいく; Hepburn: Bokura no natsu ga tondeiku)                                                   |                                | 1994. december 11.          |
| A nyár lassan véget ér. Ikri, Mikri és barátaik elhatározzák, hogy az erdei kunyhóban táboroznak. A felnőttek éjszaka ijesztgetéssel megtréfálják őket. Másnap tutajt építenek, de a folyón szétesik, majd meglátják Nut, a tó istenét, aki hatalmas viharok előjele. A manók felkészülnek az ítéletidőre, de az erdei kunyhót végül elviszi a szél. | |                                |                             |
| 8. | Őszi fuvolaszó Fue no oto va akikaze ni notte… (笛の音は秋風にのって…; Hepburn: Fue no oto wa akikaze ni notte…)                                                   |                                | 1994. december 18.          |
| Micsikét felkérik fuvolázni az őszi zenei fesztiválon. Ikri és Mikri is kipróbálják a fuvolázást, de összevesznek és elveszítik a fuvolát. Micsike egykori zenetanárát, Dr. Titámot keresik fel új hangszerért, de hazaúton egy mosómedve támad rájuk és az új fuvolának is nyoma vész. Másnap reggel azonban az éjszaka nőtt gombák kalapján megtalálják a fuvolát, így Micsike játszhat a fesztiválon.                                                                                          | |                                |                             |
| 9. | Álomvilág Fairy Ring no mannaka de (フェアリーリングの真ん中で; Fearí Ringu no mannaka de; Hepburn: Fearī Ringu no mannaka de)                                     |                                | 1995. január 1.             |
| Ikri és Mikri gombaszedés közben egy gombakörre bukkan. Nagyapó elmeséli, hogyha türelmesen várnak egy gombakörben, akkor megjelennek a kedves gombamanók. A gyerekek így is tesznek, és a manók vendégül látják őket az országukban, Mapomapóban. Az intelem ellenére azonban túl sokat időznek az álomvilágban és elragadják őket a rossz gombák gonosz manói, és az ő országukba, Csipocsipóba kerülnek. Nagyapó és nagyanyó segítségére lesz szükségük, hogy a lelkük ne ragadjon ott örökre. | |                                |                             |
| 10. | Szüreti manók Kansaszai no joru no dekigoto… (感謝祭の夜のできごと…; Hepburn: Kanshasai no yoru no dekigoto…)                                                      |                                | 1995. január 8.             |
| Eljött az őszi betakarítás ideje. A gyerekek Aram, a földisten tiszteletére körbesöprik a falut, hogy távol tartsák a betegségeket és más szerencsétlenségeket. Mikrinek kétségei vannak a földisten létezését illetően, de a mulatságban feltűnik előttük a szolgája, Oszkár. | |                                |                             |
| 11. | Csodás látogatás Oszuka ga ie ni jattekita (オスカが家にやって来た; Hepburn: Osuka ga ie ni yattekita)                                                             |                                | 1995. január 15.            |
| Nagyanyó megbetegszik és súlyos az állapota, ezért Ikri és Mikri Oszkárhoz fordul segítségért. | |                                |                             |
| 12. | Téli nap, csendes nap Asita tenki ni nare… (明日 天気になあれ…; Hepburn: Ashita tenki ni nare…)                                                                    |                                | 1995. január 22.            |
| Ikri és Mikri a rossz idő ellenére próbálják elütni az időt. Micsike gombáért küldi őket a raktárba, ahol összefutnak barátaikkal. Bújócskáznak, de az ikrek megszegve a játékszabályokat kimennek az épületből, ezért Pó mérgében kizárja őket, majd a tetőről lehulló hó elvágja a visszautat. | |                                |                             |
| 13. | Barbó elrepül Tabidacsi (旅立ち; Hepburn: Tabidachi) | 1993. december                 | 1995. január 29.            |
| Barbó, a hattyú elvesztette az egyik lábát, ezért nem tud felszállni és telente elrepülni a többi hattyúval, és Totto etetésére van rászorulva. Ezúttal azonban erőt vesz és elrepül a családjával. | |                                |                             |